# Artur Davtjan
Artur Davtjan (in armeno Արթուր Դավթյան?; Erevan, 8 agosto 1992) è un ginnasta armeno.

## Biografia
È fratello di minore di Vahagn Davtjan. È sposato con Anahit Shegunts ed ha una figlia di nome Alisa.
Ha vinto la medaglia di bronzo nel volteggio ai Giochi olimpici di Tokyo 2020. Si è laureato campione iridato nella stessa specialità ai mondiali di Liverpool 2022. Vanta tre titoli continentali, due nel volteggio (Giochi europei di Minsk 2019 ed europei individuali di Adalia 2023) e uno nel cavallo con maniglie (europei individuali di Basilea 2021).

## Palmarès
- Giochi olimpici

Tokyo 2020: bronzo nel volteggio;
- Mondiali

Liverpool 2022: oro nel volteggio;
- Europei
- Mosca 2013: bronzo nel volteggio;
- Berna 2016: argento nel volteggio;

Basilea 2021: oro nel cavallo con maniglie;
Monaco di Baviera 2022: argento nel volteggio;
Adalia 2023: oro nel volteggio; bronzo nel cavallo con maniglie;
- Giochi europei

Minsk 2019: oro nel volteggio;